# Sundajka
Sundajka (Sundasciurus) – rodzaj ssaków z podrodziny wiewiórczaków (Callosciurinae) w obrębie rodziny wiewiórkowatych (Sciuridae).

## Rozmieszczenie geograficzne
Rodzaj obejmuje gatunki występujące w Azji Południowo-Wschodniej.

## Morfologia
Długość ciała (bez ogona) 126–247 mm, długość ogona 75–246 mm; masa ciała 55–432,7 g.

## Systematyka
Rodzaj zdefiniował w 1958 roku amerykański zoolog Joseph Curtis Moore w artykule zatytułowanym Nowe rodzaje wschodnio-indyjskich wiewiórek, opublikowanym w czasopiśmie „American Museum novitates”. Gatunkiem typowym jest (oryginalne oznaczenie) sundajka krótkoogonowa (S. lowii).

### Etymologia
- Sundasciurus: Cieśnina Sundajska; rodzaj Sciurus Linnaeus, 1758 (wiewiórka)[1].
- Aletesciurus: gr. αλήτης alētēs ‘włóczęga, wędrowny’; rodzaj Sciurus Linnaeus, 1758 (wiewiórka)[2]. Gatunek typowy (oryginalne oznaczenie): Sciurus hippurosus[a] Lyon, 1907.

### Podział systematyczny
Sundasciurus wydaje się być niezwykle parafiletyczny w odniesieniu do Rubrisciurus, Hyosciurus, Nannosciurus, Menetes i Rhinosciurus dlatego potrzebna jest bardzo gruntowna rewizja taksonomiczna tego kladu. Do rodzaju należą następujące gatunki zgrupowane w dwóch podrodzajach:
| Podrodzaj    | Grafika | Gatunek                     | Autor i rok opisu                 | Nazwa zwyczajowa       | Podgatunki         | Rozmieszczenie geograficzne | Podstawowe wymiary                                  | Status IUCN |
| ------------ | ------- | --------------------------- | --------------------------------- | ---------------------- | ------------------ | --- | --------------------------------------------------- | ----------- |
| Aletesciurus |         | Sundasciurus everetti       | (O. Thomas, 1890)                 | wiewiórnik górski      | gatunek monotypowy | Malezja i Indonezja: góry środkowej i zachodniej części Borneo; zakres wysokości: powyżej 975 m n.p.m.                                                             | DC: 15,5–17,5 cm DO: 9,8–11,1 cm MC: około 130 g    | LC          |
| Aletesciurus |         | Sundasciurus hippurus       | (I. Geoffroy Saint-Hilaire, 1831) | sundajka końskoogonowa | 7 podgatunków      | południowy Wietnam (Prowincja Cà Mau), Półwysep Malajski, Sumatra i Borneo (Malezja, Indonezja i Brunei); zakres wysokości: do 1525 m n.p.m.                       | DC: 23–25 cm DO: 23–25 cm MC: 430–433 g             | NT          |
| Aletesciurus |         | Sundasciurus philippinensis | (G.R. Waterhouse, 1839)           | sundajka filipińska    | gatunek monotypowy | endemit Filipin: Samar, Biliran, Leyte, Bohol, Dinagat, Siargao, Mindanao i Basilan; zakres wysokości: do 2100 m n.p.m.                                            | DC: około 19 cm DO: 17,2–19,2 cm MC: około 244 g    | LC          |
| Aletesciurus |         | Sundasciurus mindanensis    | (Steere, 1890)                    | sundajka mindanajska   | gatunek monotypowy | endemit Filipin: Mindanao i pobliskie sąsiednie małe wyspy | DC: około 20 cm DO: około 19 cm MC: około 285 g     | LC          |
| Aletesciurus |         | Sundasciurus davensis       | (Sanborn, 1952)                   | sundajka samotna       | gatunek monotypowy | endemit Filipin: znany tylko z Tagum (Davao, Mindanao) | DC: około 19,8 cm DO: około 18,2 cm MC: brak danych | DD          |
| Aletesciurus |         | Sundasciurus samarensis     | (Steere, 1890)                    | sundajka samarska      | gatunek monotypowy | endemit Filipin: Samar i Leyte | DC: 18,5–19,1 cm DO: 15,8–16,1 cm MC: 222–243 g     | LC          |
| Aletesciurus |         | Sundasciurus rabori         | Heaney, 1979                      | sundajka górska        | gatunek monotypowy | endemit Filipin: Palawan; zakres wysokości: powyżej 800 m n.p.m.                                                                                                   | DC: 16,3–18,3 cm DO: 13,5–14 cm MC: około 163 g     | DD          |
| Aletesciurus |         | Sundasciurus steerii        | (A. Günther, 1877)                | sundajka ogrodowa      | gatunek monotypowy | endemit Filipin: południowy Palawan, Bancalan, Matangule i Balabac                                                                                                 | DC: około 20 cm DO: około 16 cm MC: 222–257 g       | LC          |
| Aletesciurus |         | Sundasciurus juvencus       | (O. Thomas, 1908)                 | sundajka palawańska    | gatunek monotypowy | endemit Filipin: północny i środkowy Palawan | DC: 19,5–20 cm DO: 15,5–17,2 cm MC: 244–284 g       | LC          |
| Aletesciurus |         | Sundasciurus moellendorffi  | (Matschie, 1898)                  | sundajka wyspowa       | gatunek monotypowy | endemit Filipin: archipelag Calamian (z wyjątkiem wyspy Busuanga)                                                                                                  | DC: około 20 cm DO: około 19 cm MC: około 190 g     | NT          |
| Aletesciurus |         | Sundasciurus hoogstraali    | (Sanborn, 1952)                   | sundajka kalamiańska   | gatunek monotypowy | endemit Filipin: Busuanga (archipelag Calamian) | DC: około 20 cm DO: 16–16,5 cm MC: brak danych      | LC          |
| Sundasciurus |         | Sundasciurus tenuis         | (Horsfield, 1824)                 | sundajka drobna        | 5 podgatunków      | Półwysep Malajski, Sumatra (wraz z archipelagami Banyak i Batu), Borneo, Wyspy Anambas, Wyspy Natuna i Wyspy Lingga; zakres wysokości: powyżej 1650 m n.p.m.       | DC: około 14 cm DO: 11,3–11,5 cm MC: 81–85 g        | LC          |
| Sundasciurus |         | Sundasciurus altitudinis    | (H.C. Robinson & Kloss, 1916)     |                        | gatunek monotypowy | endemit Indonezji: zachodnia Sumatra (góry Leuser i Kerinci w górach Barisan); zakres wysokości: 490–2530 m n.p.m.                                                 | DC: około 15 cm DO: około 11,5 cm MC: brak danych   | NE          |
| Sundasciurus |         | Sundasciurus tahan          | (Bonhote, 1908)                   |                        | gatunek monotypowy | endemit Malezji: góra Tahan i pobliskie szczyty w półwyspowej części                                                                                               | DC: około 15,5 cm DO: około 10,4 cm MC: brak danych | NE          |
| Sundasciurus |         | Sundasciurus jentinki       | (O. Thomas, 1887)                 | sundajka smukła        | gatunek monotypowy | góry północnego i środkowego Borneo w Sabah i Sarawak (Malezja) oraz północno-zachodnim Kalimantanie (Indonezja)                                                   | DC: 12,6–13 cm DO: 11,2–12,5 cm MC: 55–60 g         | LC          |
| Sundasciurus |         | Sundasciurus brookei        | (O. Thomas, 1892)                 | sundajka skromna       | gatunek monotypowy | góry północnego, środkowego i zachodniego Borneo w Sabah i Sarawak (Malezja) oraz północno-zachodnim Kalimantanie (Indonezja); zakres wysokości: 600–1500 m n.p.m. | DC: 15,2–15,4 cm DO: 11,2–12,2 cm MC: 124–132 g     | LC          |
| Sundasciurus |         | Sundasciurus lowii          | (O. Thomas, 1892)                 | sundajka krótkoogonowa | 3 podgatunki       | Borneo, Banggi i Balambangan (możliwe że Malawali) oraz północne Wyspy Natuna (Natuna Besar, Lingung i Laut); zakres wysokości: do 1400 m n.p.m.                   | DC: 12,7–16,9 cm DO: 7,4–10,9 cm MC: 60–125 g       | LC          |
| Sundasciurus |         | Sundasciurus natunensis     | (O. Thomas, 1895)                 |                        | gatunek monotypowy | endemit Indonezji: południowe Wyspy Natuna (zapisy tylko z wyspy Sirhassen); być może zachodnie Borneo                                                             | DC: 13,3–15,2 cm DO: 8,2–8,9 cm MC: brak danych     | NE          |
| Sundasciurus |         | Sundasciurus robinsoni      | (Bonhote, 1903)                   |                        | 3 podgatunki       | skrajnie południowa Tajlandia, półwyspowa Malezja, Indonezja (Sumatra, Wyspy Batu i Wyspy Riau); zakres wysokości: 0–1370 m n.p.m.                                 | DC: 11,2–14 cm DO: 7,4–10,3 cm MC: 49–77 g          | NE          |
| Sundasciurus |         | Sundasciurus fraterculus    | (O. Thomas, 1895)                 | sundajka braterska     | gatunek monotypowy | endemit Indonezji: Wyspy Mentawai (Siberut, Sipura, Północna i Południowa Pagai), na zachód od Sumatry                                                             | DC: 11,6–11,9 cm DO: 7,5–7,8 cm MC: brak danych     | VU          |

Kategorie IUCN:  LC  – gatunek najmniejszej troski,  NT  – gatunek bliski zagrożenia,  VU  – gatunek narażony,  DD  – gatunki o nieokreślonym stopniu zagrożenia;  NE  – gatunki niepoddane jeszcze ocenie.